# Ievgueni Kovalev
Pour les articles homonymes, voir Kovalev.
Ievgueni Kovalev (en russe : Евгений Ковалёв ; né le 6 mars 1989 à Moscou) est un coureur cycliste russe.

## Biographie
En 2009 et 2010, Ievgueni Kovalev est membre de l'équipe continentale Moscow. Il remporte le championnat d'Europe de poursuite par équipes des moins de 23 ans en 2009 avec Artur Ershov, Valery Kaykov et Alexander Petrovskiy. Aux championnats d'Europe élite de 2010, il est médaillé d'argent de la poursuite par équipes. En septembre, il participe en Australie au contre-la-montre des moins de 23 ans des championnats du monde sur route. Il en prend la 26e place.
En 2011, il rejoint l'équipe continentale Itera-Katusha, réserve de l'équipe Katusha. En mars, il est médaillé d'argent en poursuite par équipes aux championnats du monde à Apeldoorn, aux Pays-Bas.

## Palmarès sur route

### Par années
- 2005
  -  Médaillé d'or du contre-la-montre au Festival olympique de la jeunesse européenne
- 2009
  - 2e étape du Bałtyk-Karkonosze Tour
- 2010
  - 2e étape du Grand Prix d'Adyguée
  - 2e du championnat de Russie du contre-la-montre espoirs
- 2013
  - 1re étape du Tour du Costa Rica
- 2014
  - 5e étape du Grand Prix Udmurtskaya Pravda
- 2018
  - 2e étape du Grand Prix de Sotchi

### Classements mondiaux
| Année            | 2009 | 2010 | 2011 | 2012 | 2013 | 2014 |
| ---------------- | ---- | ---- | ---- | ---- | ---- | ---- |
| UCI America Tour |      |      |      |      |      | 210e |
| UCI Asia Tour    |      |      |      | 191e |      |      |
| UCI Europe Tour  | 816e | 597e |      |      |      | 647e |

## Palmarès sur piste

### Jeux olympiques
- Londres 2012
  - 4e de la poursuite par équipes

### Championnats du monde
- Apeldoorn 2011
  -  Médaillé d'argent en poursuite par équipes
- Melbourne 2012
  - 4e de la poursuite par équipes
- Minsk 2013
  - 5e de la poursuite par équipes
  - 14e de l'américaine
- Cali 2014
  - 4e de la poursuite par équipes

### Championnats du monde juniors
- Aguascalientes 2007 
  -  Champion du monde de l'américaine juniors (avec Alexander Petrovskiy)
  -  Médaillé d'argent de la poursuite
  -  Médaillé d'argent de la poursuite par équipes

### Coupe du monde
- 2006-2007
  - 2e de la poursuite par équipes à Manchester
- 2010-2011
  - 1er de la poursuite par équipes à Pékin (avec Alexander Khatuntsev, Alexei Markov et Alexander Serov)
  - 2e de la poursuite par équipes à Melbourne
- 2011-2012
  - 1er de la poursuite par équipes à Astana (avec Ivan Kovalev, Alexey Markov et Alexander Serov)
  - 1er de la poursuite par équipes à Pékin (avec Ivan Kovalev, Alexey Markov et Alexander Serov)
- 2012-2013
  - 1er de la poursuite par équipes à Aguascalientes (avec Alexander Serov, Ivan Savitskiy et Nikolay Zhurkin)
- 2016-2017
  - 3e de la poursuite par équipes à Cali

### Championnats d'Europe
| Juniors et espoirs - Athènes 2006 - Médaillé d'argent de la poursuite juniors - Cottbus 2007 - Médaillé d'argent de la vitesse par équipes juniors - Médaillé de bronze de la poursuite par équipes juniors - Pruszkow 2008 - Médaillé de bronze de la poursuite par équipes espoirs - Minsk 2009 - Médaillé d'or de la poursuite par équipes espoirs (avec Artur Ershov, Valery Kaykov et Alexander Petrovskiy) | Élites - Pruszków 2010 - Médaillé d'argent de la poursuite par équipes - Apeldoorn 2011 - Médaillé de bronze de la poursuite par équipes - Apeldoorn 2013 - Médaillé d'argent de la poursuite par équipes - Baie-Mahault 2014 - Médaillé de bronze de la poursuite par équipes |

### Championnats de Russie
- Champion de Russie de poursuite par équipes : 2011 et 2013
- Champion de Russie de course aux points : 2019